# Chetogena omissa
Chetogena omissa là một loài ruồi trong họ Tachinidae.